# 波茨坦城市宮

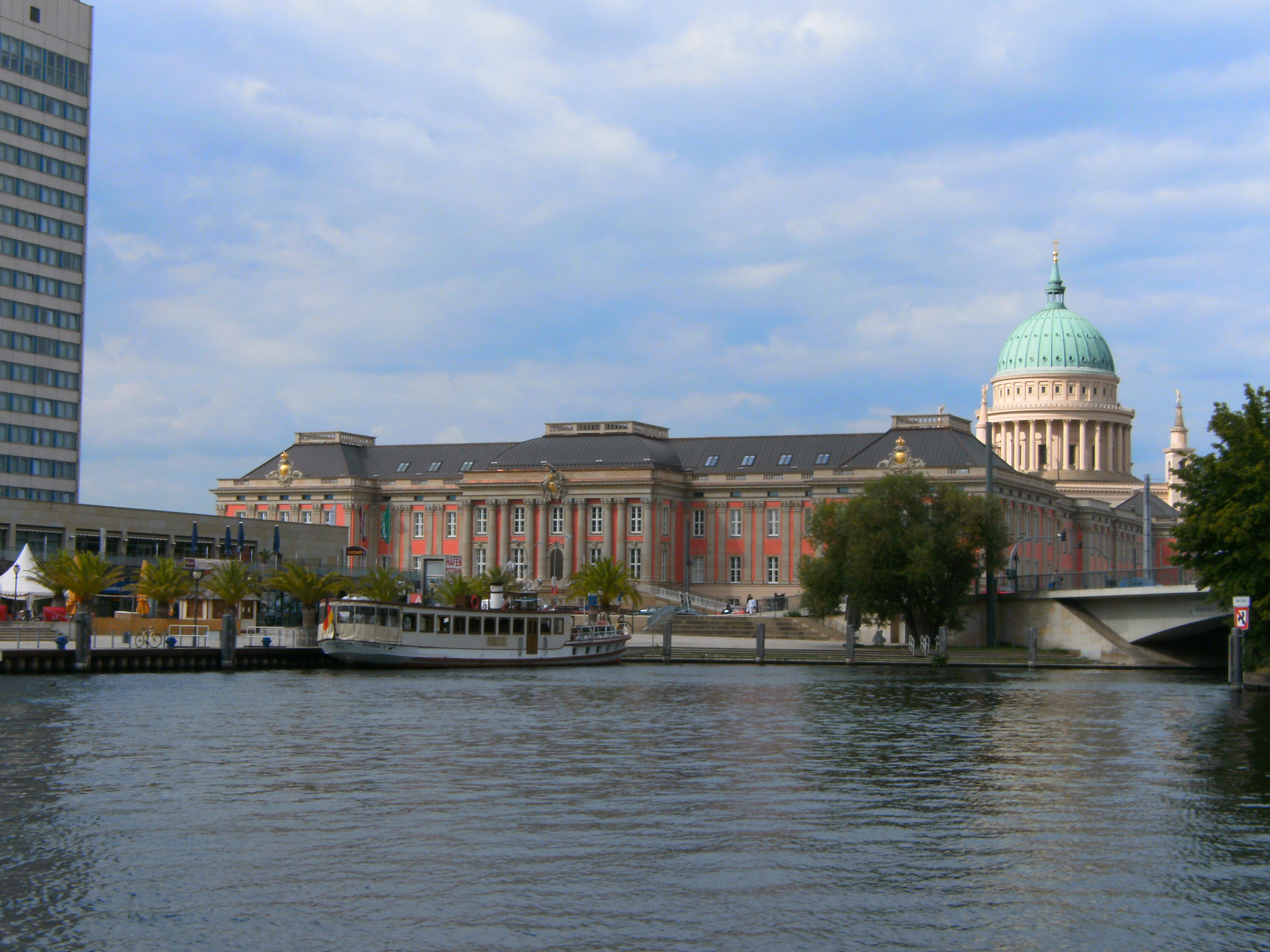
波茨坦城市宮，後面的圓頂是聖尼古拉教堂

波茨坦城市宫（德語：Potsdamer Stadtschloss）是位于德國勃兰登堡州波茨坦的一座历史建筑。该宫殿为腓特烈式洛可可风格的代表作品，自1670年起是勃兰登堡选帝侯和普鲁士国王的第二居所。1945年，该宫殿在第二次世界大战中被烧毁，1959年被德意志民主共和国拆除。根据勃兰登堡州议会的决议，该宫殿在2010-2013年间依照建筑师彼得·库尔卡的方案重建，竣工后成为州议会所在地。

## 历史
1945年遭到轟炸，1960年被東德政府下令拆除。2013年底，城市宮的修繕工程完工。現在城市宮是勃蘭登堡州的新議會大廈。

## 圖集

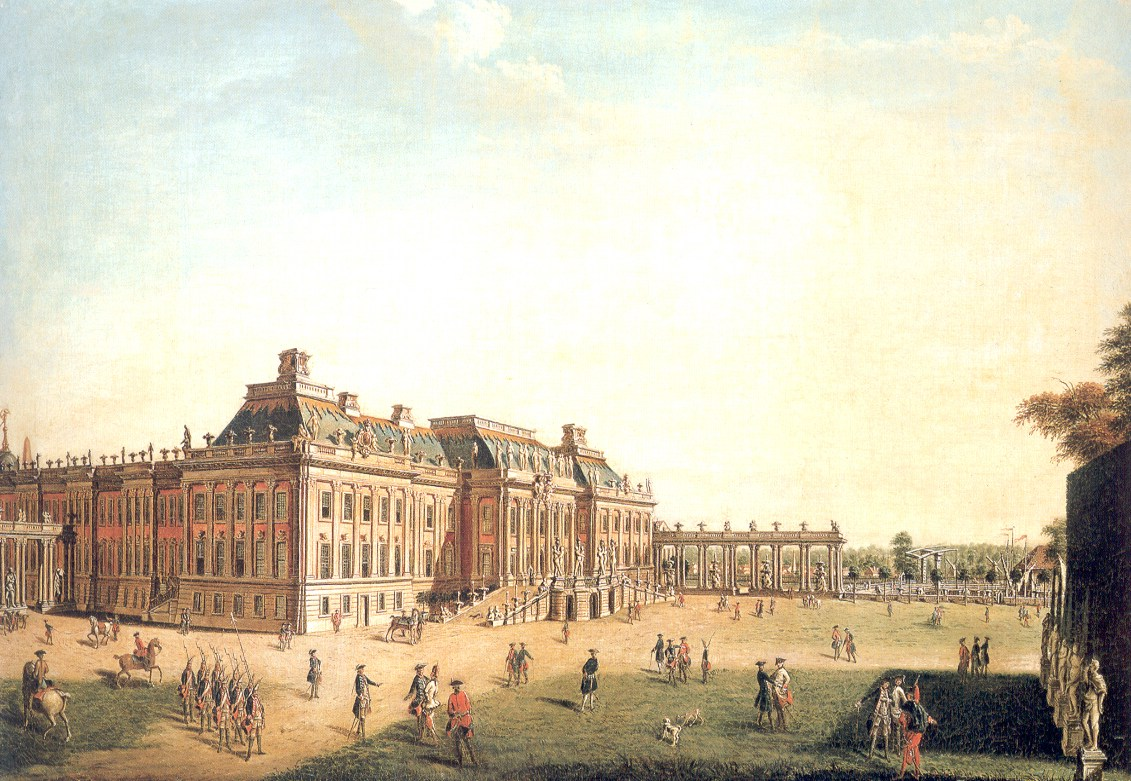
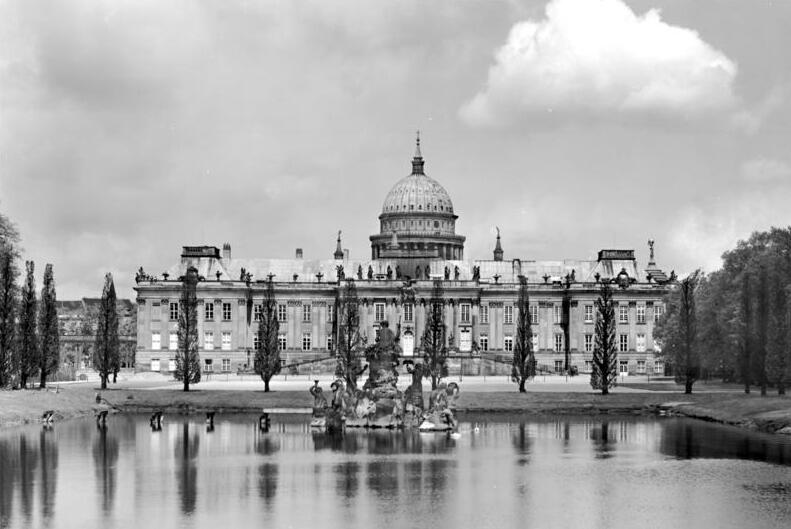
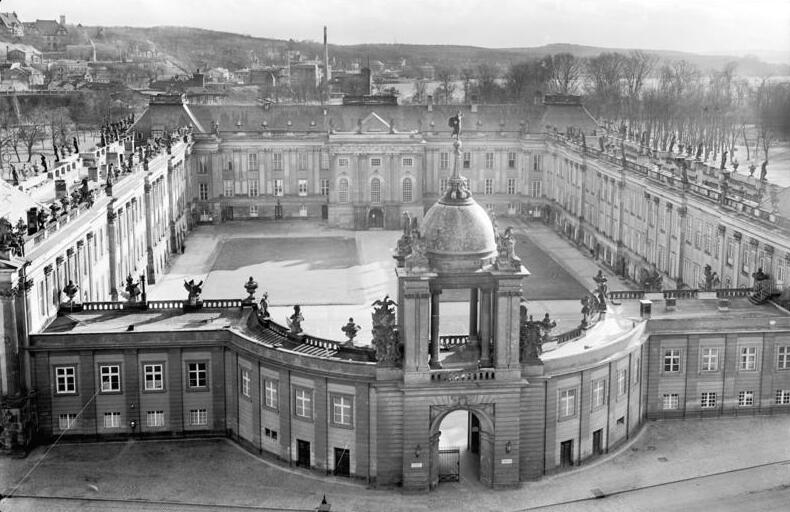
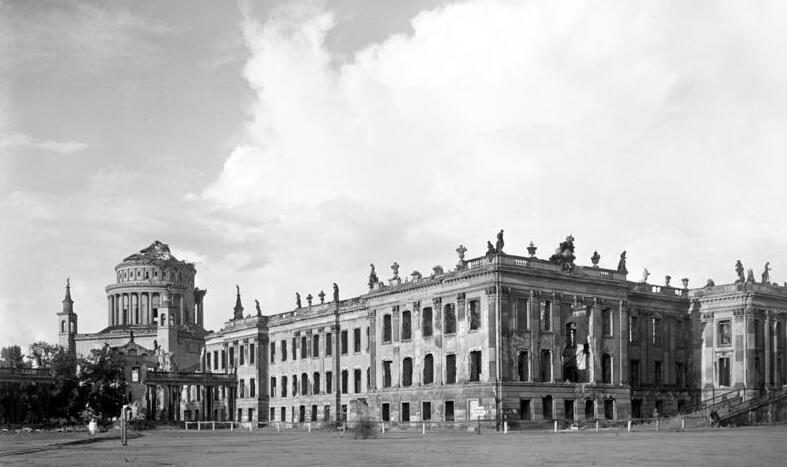
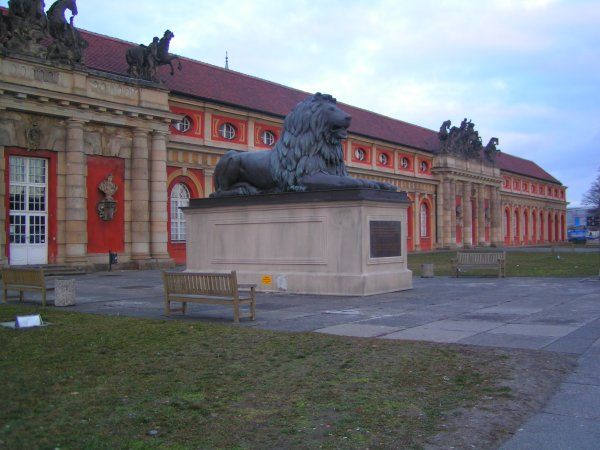
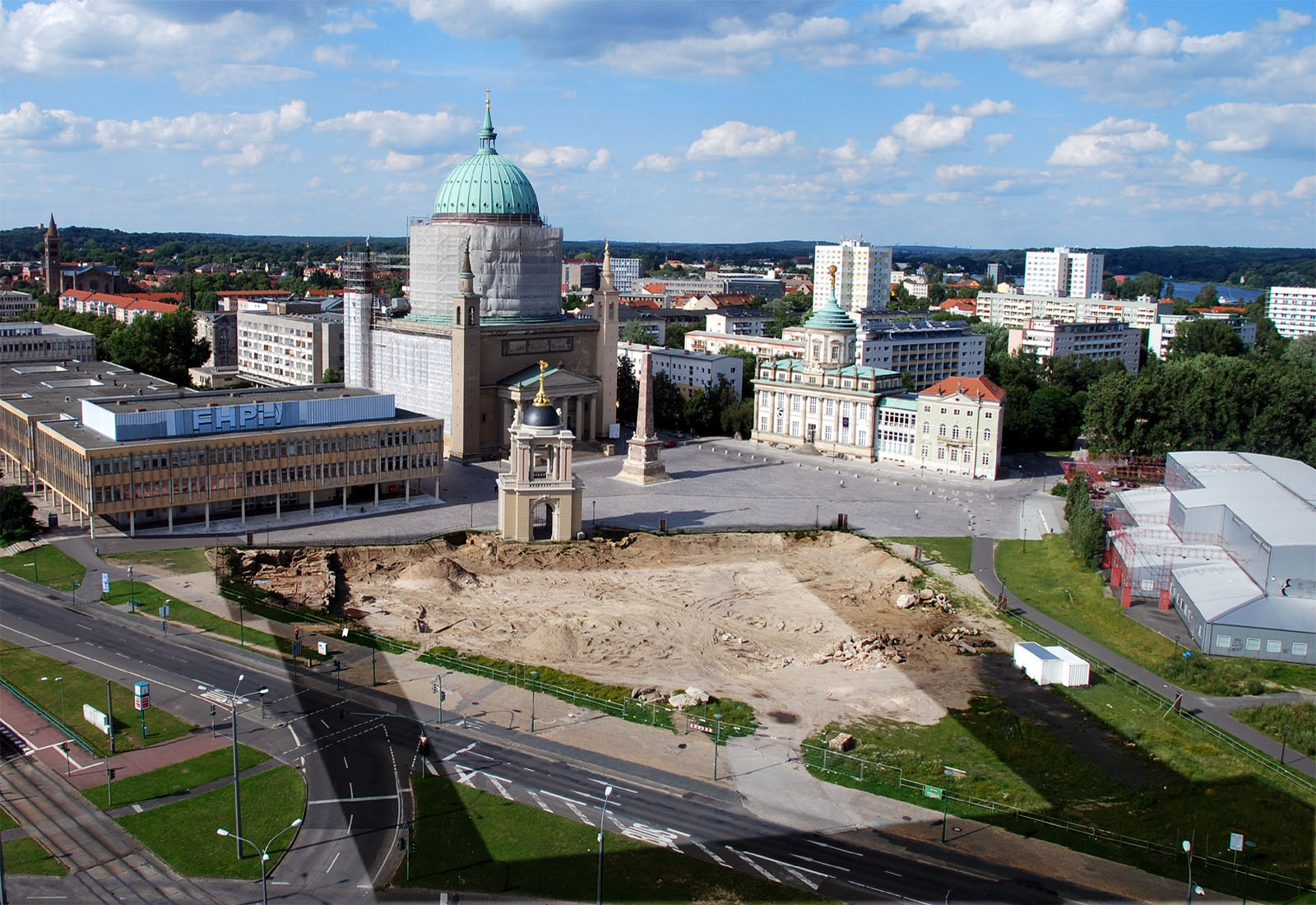
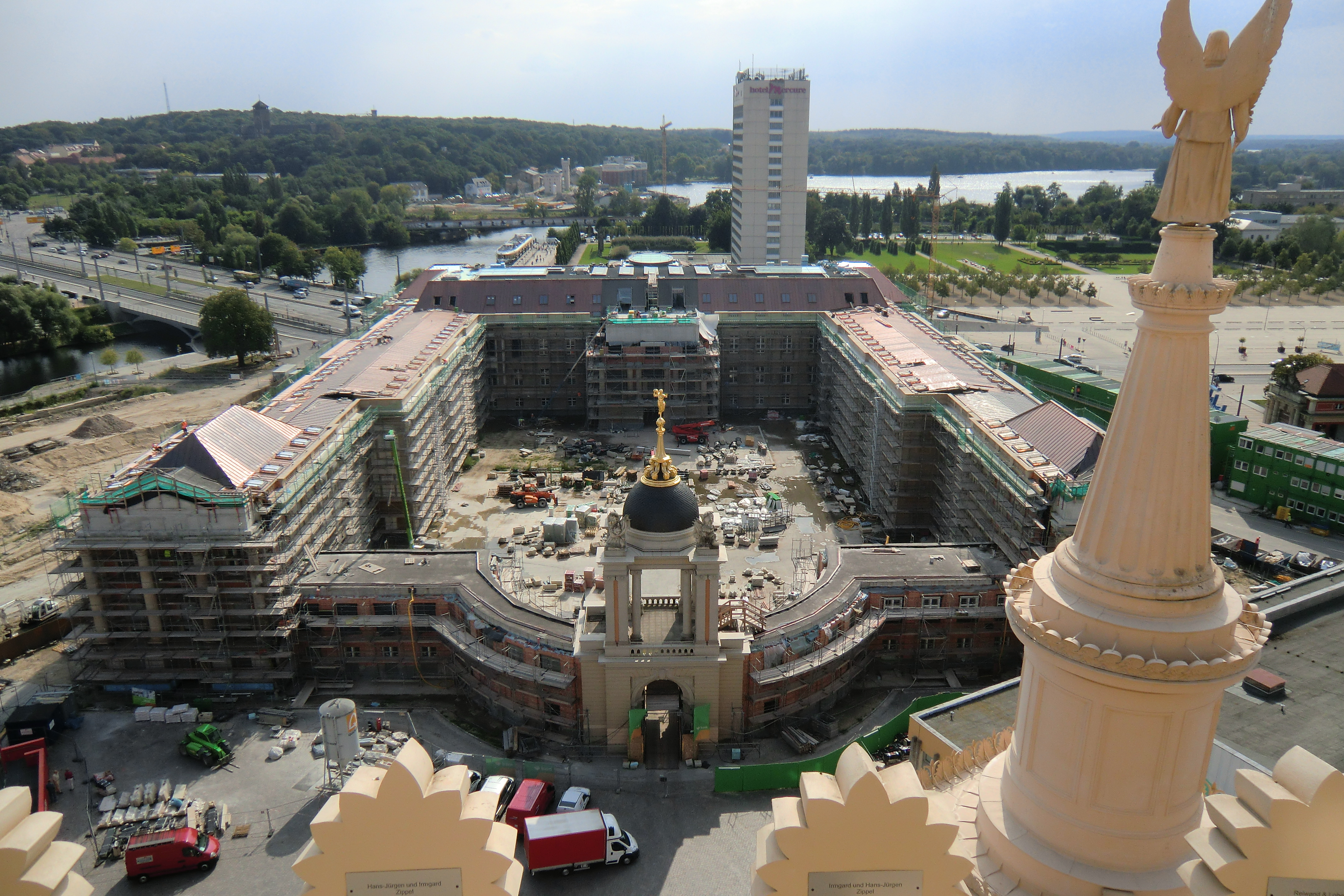
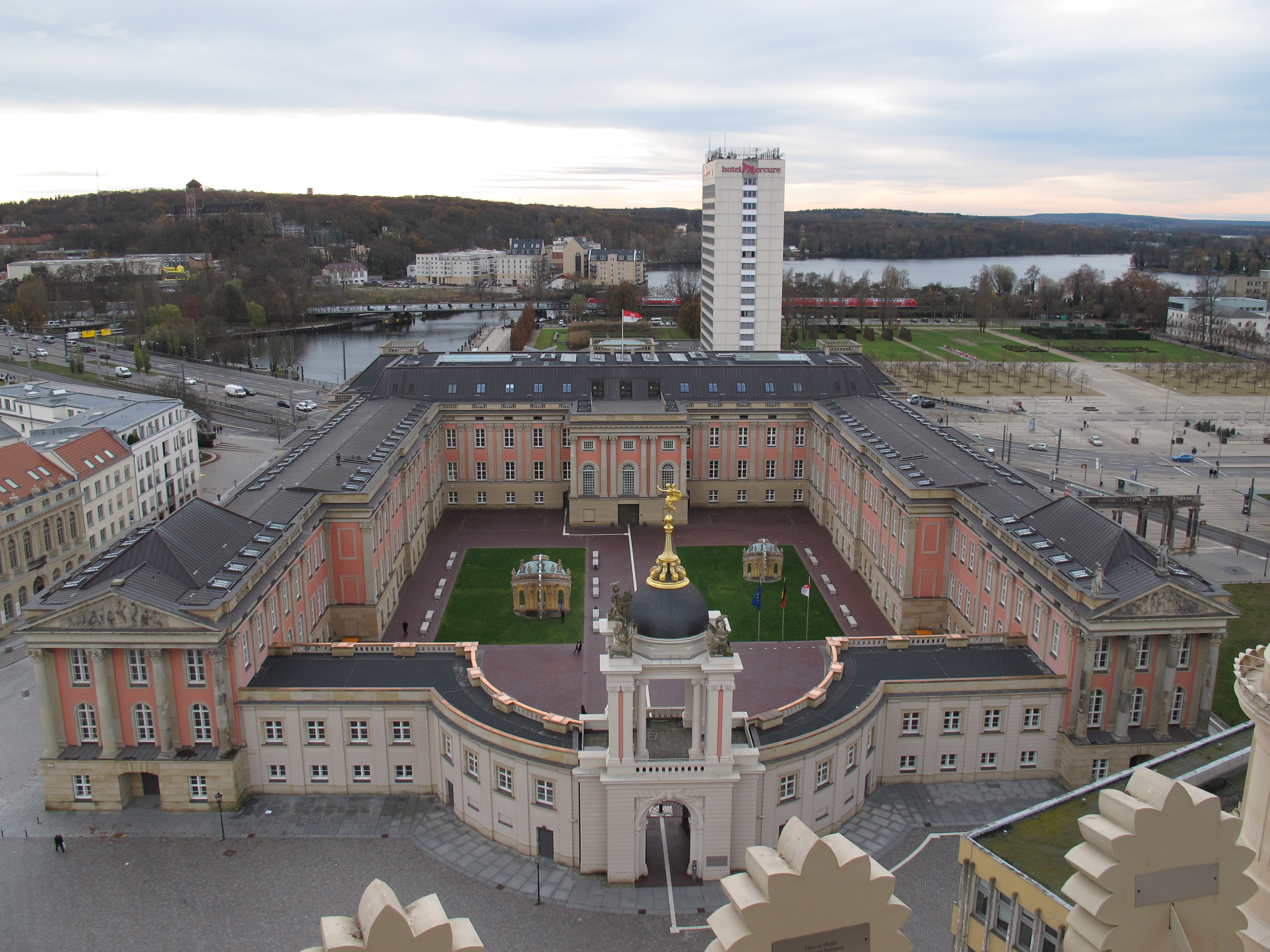
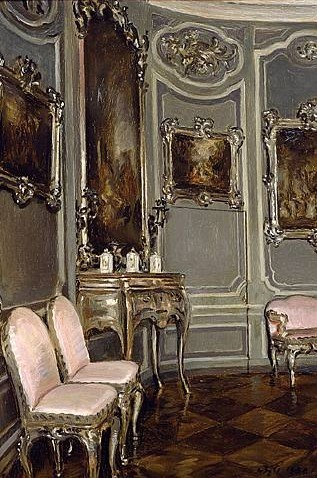